# Oisín Quinn

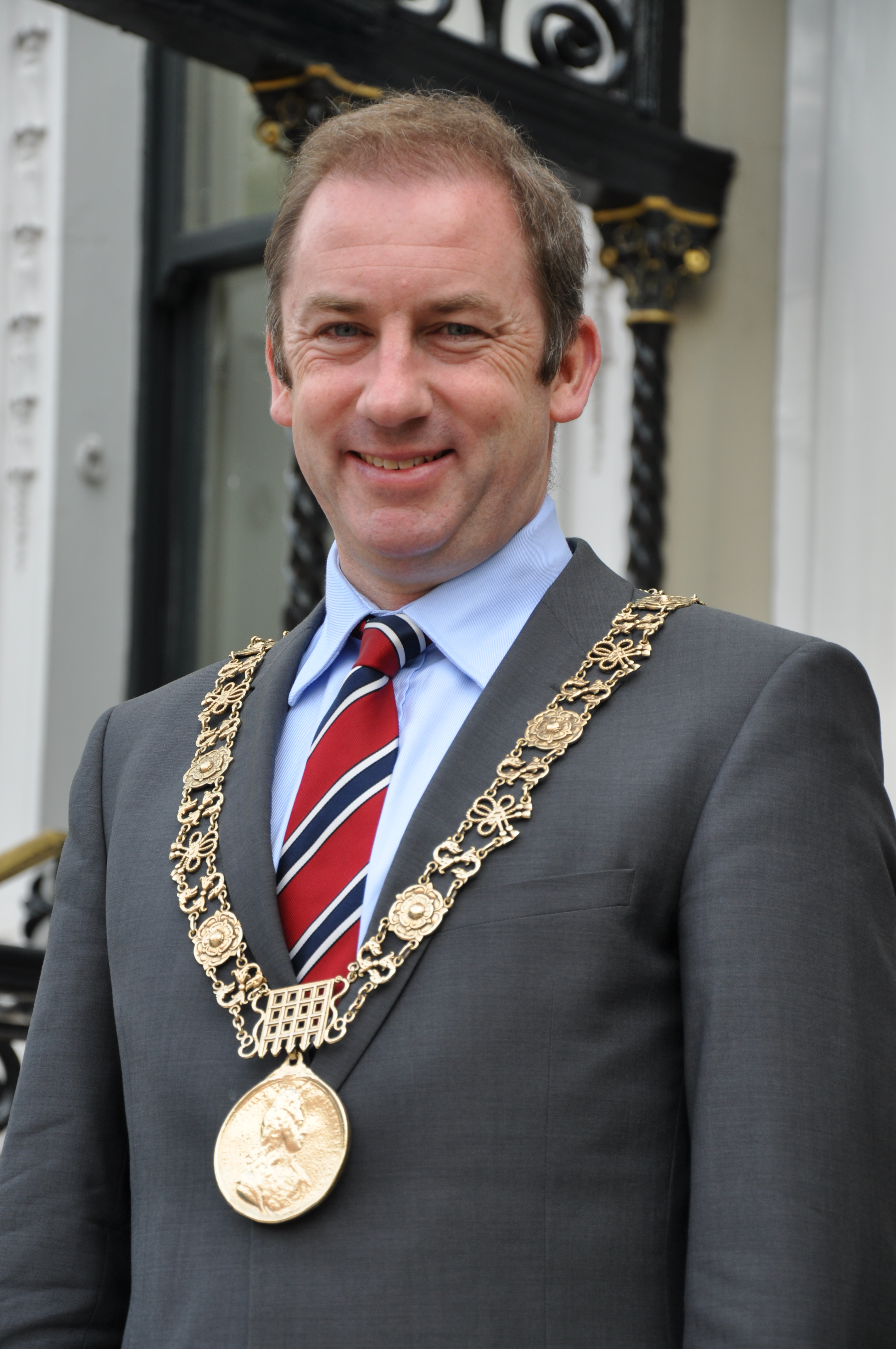
Oisín Quinn (2013)

Oisín Quinn (* 16. Mai 1969) ist ein irischer Politiker der Irish Labour Party und war von Juni 2013 bis Juni 2014 der 344. Oberbürgermeister von Dublin.

## Leben
Quinn studierte Rechtswissenschaften am University College Dublin und an der University of London. Danach besuchte er das King’s Inns und wurde 1992 als Barrister zugelassen. 2008 wurde er Senior Counsel.
2004 wurde er im Wahlbezirk Rathmines erstmals für die Irish Labour Party in das Dublin City Council gewählt. Im Juni 2009 erfolgte seine Wiederwahl im Wahlbezirk Pembroke-Rathmines. Als Mitglied des Dublin City Council wurde er am 24. Juni 2013 zum Oberbürgermeister von Dublin (Lord Mayor of Dublin) gewählt und löste damit Naoise Ó Muirí von der Fine Gael ab.
Quinn ist mit Jennifer O’Conell verheiratet und hat vier Kinder. Der Politiker Ruairi Quinn ist sein Onkel.
Seit Juli 2023 ist Quinn Richter am High Court.